# Дирекция на правосъдието на Източна Румелия
Дирекцията на правосъдието е създадена през 1879 г. по силата на Органическия устав на Източна Румелия.
Организира и ръководи съдебната система в Областта, под ръководството на директор, съветник, специалист и управител на канцеларията. .
Към дирекцията са учредени две комисии – за подготовка на проектоправилника и законопроекти, и за издаване на разрешения за упражняване на адвокатска професия. В общините без околисйки съдии съдебните задължения се изпълняват от кметовете. В Пловдив е учреден Окръжен съд с две отделения, а в другите пет департамента (окръга) на Източна Румелия - по едно съдилище. Учредено е и Върховно съдилище с две отделения.
Дирекцията действа до Съединението на Княжество България с Източна Румелия на 6 септември 1885 г.

## Директори
- Тодор Кесяков (1879–1882)[3]
- Иван Салабашев (1882–1884)
- Стефан Бобчев (1884–1885)